# 陈坦
陈坦（1911年—1989年10月27日），原名佛欣，广东省兴宁市永和镇黄塘村人，中华人民共和国政治人物、外交官。

## 生平
早年就读于兴民中学，任学生会主席。1927年加入中國共產主義青年團，任黄大冈村支书、永和团区委书记、兴宁中心区团委书记。1929年，加入中国共产党。1930年赴上海从事地下工作，同年12月被捕，1937年出狱。赴延安中央党校学习，随后赶往新疆，担任乌鲁木齐新兵营支书。1940年，在中共中央组织部工作。1942年，任解放日报社党总支书记。当选中共七大候补代表，参加七大会议。1945年，调吉林省接收满洲国政权，任吉东分省省委常委、秘书长等。1948年，转至铁路部门工作，历任东北铁路总局党委副书记、中共中央东北局纪委委员，参与领导组织支援辽沈战役，期间创办东北铁路党校。朝鲜战争期间，参与支前工作，三次赴朝鲜检查铁路。1953年，任铁道部基建局局长。1961年，任铁道部政治部常务副主任。
1964年，转入中华人民共和国外交部工作，出任外交部亚非司副司长。1966年，担任中华人民共和国驻叙利亚大使。1968年赤道几内亚独立后，于1970年10月15日与中华人民共和国建交，陈坦担任首位中华人民共和国驻赤道几内亚大使。1974年，由胡景瑞接任。1975年，调回铁道部，担任铁道部党校第一副书记、第一副县长。1981年9月，改任铁道运输高级法院院长。1982年，中国共产党第十二次全国代表大会上当选中央纪律检查委员会委员。1985年9月离休。1989年10月27日，在北京遭遇车祸去世，享年78岁。